# Filhellenisme
Het filhellenisme (fil - hel - le` nis - me) is een sterk met de Grieken sympathiserende stroming. Het filhellenisme van de Romeinen zorgde ervoor dat de conventionele einddatum van het hellenisme 27 v.C. is.

## Het filhellenisme in de Oudheid
De term "philhellen" had in de oudheid twee betekenissen of, mogelijk, een verschuivende betekenis. Het woord betekent in het Grieks "vriend van de Grieken" en werd ook voor Grieken gebruikt. Plato en Xenophon gebruikten de term in de betekenis van "Grieks patriot" in de strijd tegen vreemdelingen.
Voorbeelden van vreemde vorsten die als philhellen genoemd en geëerd werden zijn:
- Alexander I van Macedonië, in de ogen van de Grieken een halve barbaar, werd door de Thebaanse dichter Pindares een "philhellen"  genoemd.
- Jason van Pherae  genoemd door Isocrates
- Evagoras van Cyprus genoemd door Isocrates
- Keizer Nero, die Griekenland bezocht
- Keizer Hadrianus, die veel geld in het behoud van de Griekse cultuur investeerde en het Panhellenicon weer bijeenriep.
- Alle koningen van het Parthische Rijk noemden zichzelf vrienden der Grieken op de munten die ze lieten slaan.

De Grieken zagen neer op vreemdelingen die zij "barbaren" noemden. De Romeinse elite voelde zich desondanks zeer tot de Griekse leefwijze, de gerechten, de filosofie, de welsprekendheid en de kunst aangetrokken. Deze gevoelens leefden ook bij de Hellenistische, maar in Griekse ogen barbaarse, vorsten in Klein-Azië en op de Kaukasus.
De hoogste eer die de Grieken een dergelijke bewonderaar, Hadrianus die vloeiend Attisch-Grieks sprak is daarvan een voorbeeld, bewezen was een tekst of inscriptie waarin de vreemdeling een "filhellenos" of "vriend van Griekenland" werd genoemd.

## Filhellenisme in de 19e eeuw

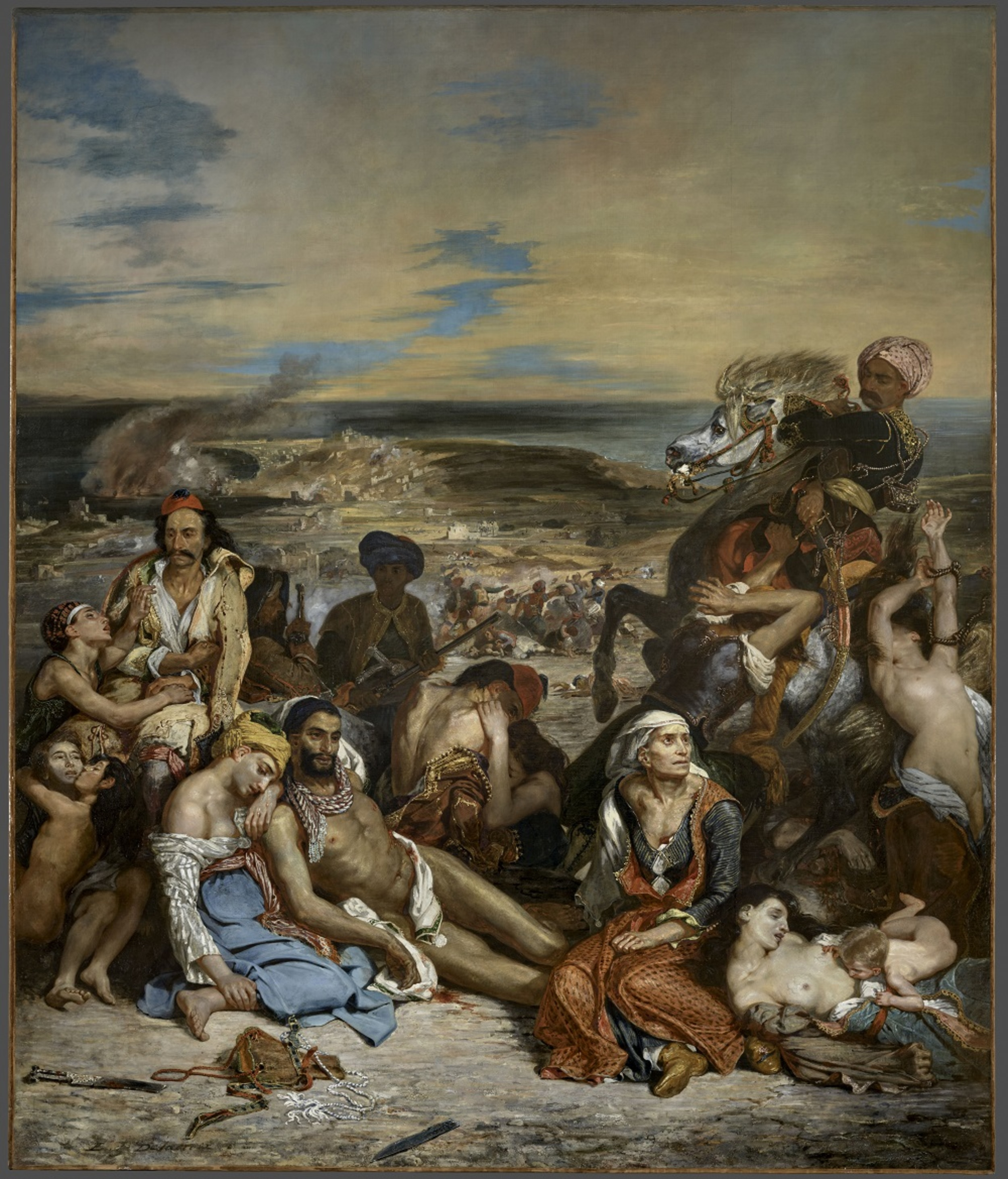
Het bloedbad van Chios, door Eugène Delacroix

In de negentiende eeuw was het Filhellenisme een stroming die sympathiseerde met het streven naar onafhankelijkheid van de Grieken in een periode dat Griekenland deel uitmaakte van het Ottomaanse Rijk. Een bekende exponent van die stroming was Lord Byron die meestreed tijdens de Griekse Onafhankelijkheidsoorlog en er ook overleed.
In zijn gedichten beschreef Byron het contrast tussen het geknechte en het ooit zo trotse Griekenland. Deze gedichten, met name "De bergen zien op Marathon" werden in Nederland bekend door een vertaling van de hand van Nicolaas Beets.
De 19e-eeuwse Europeanen maakten voor het eerst kennis met de restanten van de Griekse klassieke architectuur. In de daarvoor liggende eeuwen was de nadruk steeds op de literaire en filosofische nalatenschap van het klassieke Griekenland gevallen. Zo werden in de 19e eeuw de door Phidias gehouwen Elgin Marbles en de beroemde Nikè van Samothrakè naar Londen en het Louvre in Parijs gebracht.
Het lot van de Grieken onder het wrede Turkse bestuur begon de gemoederen bezig te houden. Men voelde zich verwant met de weliswaar orthodoxe maar toch christelijke  geloofsgenoten in Griekenland en de romantische dichters en schrijvers van de vroege 19e eeuw gingen benadrukken wat Europa aan Hellas te danken had. Hoe kon dit ooit zo machtige volk dat de Perzen had weerstaan nu zo geknecht zijn?
Schilders begonnen Griekenland en de ruïnes af te beelden en de meedogenloze Turkse onderdrukking, waaronder de gewoonte om knappe jongens en meisjes te ontvoeren werd door de schrijver Victor Hugo in zijn elegie "L'Enfant de Chios" en door romantische schilders als Eugène Delacroix in zijn "Het bloedbad van Chios" breed uitgemeten. Op Chios werden in 1823 22.000 Grieken vermoord of in slavernij weggevoerd.
Dit 19e-eeuwse filhellenisme liep parallel met de Russische en Britse pogingen om politieke en economische invloed in Griekenland en het Oostelijk Bekken van de Middellandse Zee te verwerven. Turkije werd steeds zwakker en de grootmachten probeerden strategische posities in te nemen, mede met het oog op de controle van de Bosporus en de doorvaart naar de Zwarte Zee.